# Unión Deportiva Roteña
La Unión Deportiva Roteña es un club de fútbol de tercera división nacional. Es de Rota (Cádiz) España. Fue fundado en 1966.

## Ciudad

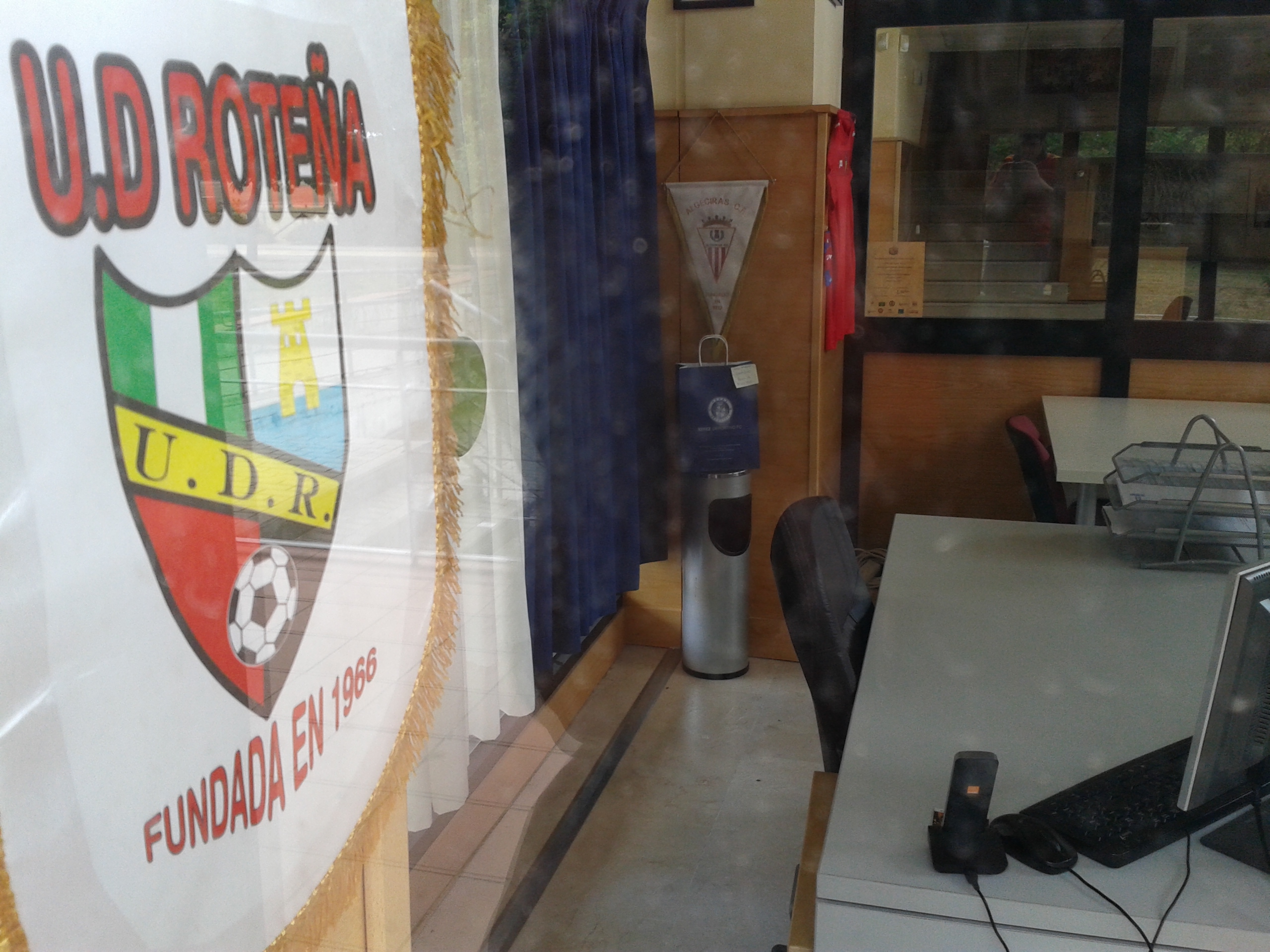
Banderín del equipo en la sede del Xerez DFC

Juega el derbi de la localidad junto a su eterno rival, el CD Rota.